# Саленков, Александр Геннадьевич
Александр Геннадьевич Саленков (род. 22 июня 1992 года, Россия) — российский искусствовед, куратор, старший преподаватель Школы философии и культурологи НИУ ВШЭ, научный сотрудник НИИ теории и истории изобразительных искусств РАХ, член-корреспондент Российской академии художеств (2019).

## Биография
Родился 22 июня 1992 года, живёт и работает в Москве в семье художников — Татьяны Файдыш и Геннадия Саленкова.  Есть брат и сестра: Кирилл и Мария. 
В 2014 году  окончил Московский художественный институт имени В. И. Сурикова, специальность — искусствоведение, в 2018 году — окончил магистратуру «Визуальная культура», Школа культурологии, Национальный исследовательский университет «Высшая школа экономики», специальность — культурология, научный руководитель — Илья Кукулин.
Имея ограничения по зрению, интересуется в своей научной работе инвалидностью с позиции интерсекционального подхода.
С 2017 года — член Ассоциации искусствоведов.
С 2018 по 2019 годы — приглашенный преподаватель (курс «Основы выставочной деятельности»), Московский государственный академический художественный институт имени В. И. Сурикова, Факультет теории и истории искусства.
С 2019 года — начальник Управления по музейной и выставочной деятельности РАХ.
В 2019 году — избран членом-корреспондентом Российской академии художеств от Отделения искусствознания.
С 2017 по 2018 годы — ассистент преподавателя (курс «История и методы исследования культуры», доцент Васильева В. О.), Высшая школа экономики, факультет гуманитарных наук, Школа культурологии.
С 2018 по 2019 годы — соавтор программы учебной дисциплины «Современное искусство» (для магистратуры Высшей школе экономики).
В 2020—2021 годах — вел Научно-исследовательский семинар «Методы искусствоведческого исследования: теория и практика» в Высшей школе экономики.
Волонтерская работа в различных учреждениях, занимающихся социальной инклюзией и медицинской реабилитацией людей с инвалидностью (лекции, помощь в организации мероприятий).
Подписал Открытое письмо выпускников ВШЭ против преследования преподавателей по политическим мотивам.

## Творческая деятельность
Основные публикации
- Доклад для конференции: «"Слепота": теории disability studies и музейные проекты 1990-2000-х годов» (Научно-практическая конференция «Доступный музей» в ГМИИ им. А.С. Пушкина, 2017)[1].
- «Этика пластической формы в скульптуре В.А. Евдокимова»  («Скульптура как иконический опыт: к проблематике художественного образа», 2019).
- Иератическая каллиграфия посланий. Текст для каталога выставки «Работы на бумаге. Михаил Шварцман», Открытый клуб, 2018;
- Офорты на границе угнетения. Текст для каталога выставки «Печатная графика до 1980-х. Игорь Макаревич», Открытый клуб, 2018;
- «Осведомленный» пейзаж. Текст для каталога выставки «Девятнадцать пейзажей с ретранслятором», Открытый клуб, 2018;
- Этика пластической формы в скульптуре В. А. Евдокимова; Скульптура как иконический опыт: к проблематике художественного образа Текст для монографического альбома, 2019;
- Рисунок как «культурная техника» // Текст для каталога выставки Егора Кошелева «Рисунки», Открытый клуб, 2017;
- Два поэта Сергея Бархина. // Текст для каталога выставки Сергея Бархина «Вийон и Рембо», Открытый клуб, 2017;
- Взыскуемый град Евгения Расторгуева // Текст для каталога выставки «Град Китеж Евгения Расторгуева. Графика, скульптура», Открытый клуб, 2016;
- «Слепота»: теории disability studies и музейные проекты 1990—2000-х годов". // Научно-практическая конференция «Доступный музей». ГМИИ им. А. С. Пушкина, 25 сентября 2017.

Кураторские проекты:
Координировал научно-исследовательский проект «Роль медиа в формировании культурной памяти» (НИУ ВШЭ, под руководством В. О. Васильевой) в 2016-2017 гг. Эта тема остается центральным предметом исследований и кураторских проектов.